# Милан Лах
Милан Лах (Лож, 16. март 1918 - Љубљана, 3. октобар 1996) је био генерал-мајор ЈНА, учесник Народноослободилачке борбе.

## Биографија
Прије Другог свјетског рата био је официр Југословенске војске у чину поручника. Војну академију завршио је 1934, а Вишу војну академију 1941. У НОП је од 1941, а у НОВЈ од априла 1942; члан КПЈ од 1945. Новембра 1942. Главни штаб НОВ и ПОС шаље га у Врховни штаб НОВ и ПОЈ, гдје је похађао официрску школу. У рату је био начелник Штаба 7. крајишке бригаде, официр за везу Врховног штаба са савезничким војним мисијама, команданта борбених јединица НОВ у бази НОВЈ у јужној Италији, замјеник начелника Главног штаба Словеније и др. Послије рата био је начелник одељења у ДСНО, начелник Катедре штабне службе Више војне академије и начелник Штаба Команде града Београда. Активна служба у ЈНА престала му је 1969. године. Након одласка у пензију, био је, између осталог, ванредни професор студија одбране на Факултету политичких наука и права у Љубљани. Одликован је Орденом братства и јединства са златним вијенцем, Орденом партизанске звијезде са сребрним вијенцем и др. Носилац је Партизанске споменице 1941. 